# Пенхцин
Пенхцин (пол. Pęchcin) — село в Польщі, у гміні Цеханув Цехановського повіту Мазовецького воєводства.
Населення — 222 особи (2011).
У 1975-1998 роках село належало до Цехановського воєводства.

## Демографія
Демографічна структура станом на 31 березня 2011 року:
|          | Загалом | Допрацездатний вік | Працездатний вік | Постпрацездатний вік |
| -------- | ------- | ------------------ | ---------------- | -------------------- |
| Чоловіки | 120     | 33                 | 76               | 11                   |
| Жінки    | 102     | 15                 | 64               | 23                   |
| Разом    | 222     | 48                 | 140              | 34                   |